# Kroknäbbsbulbyl
Kroknäbbsbulbyl (Setornis criniger) är en hotad sydostasiatisk fågel i tättingfamiljen bulbyler.

## Utseende och läten
Kroknäbbsbulbylen är en rätt liten (19–20 cm) och färglös bulbyl med karakteristiskt kraftig och krokförsedd näbb. Ansiktet är distinkt tecknat med vitaktigt ögonbrynsstreck, gråaktiga kinder samt svartaktiga ögon- och mustaschstreck. Ovansidan är medelbrun, på hjässan mera varmbrun, medan undersidan är vitbeige, på flankerna gråare. De bruna yttre stjärtpennorna är brett vitspetsade. Liknande dunryggig bulbyl har också vitspetsade stjärtfjädrar, men är mera genomgående varmbrun och har synlig tofs, röda ögon men saknar ögon- och ögonbrynsstreck. Fågeln är relativt tystlåten, men avger ibland höga och hårda "crruk".

## Utbredning och systematik
Kroknäbbsbulbylen förekommer i låglandsskogar på Borneo, östra Sumatra och Bangka Island. IUCN kategoriserar arten som sårbar. Den placeras som enda art i släktet Setornis och behandlas som monotypisk, det vill säga att den inte delas in i några underarter.

## Status och hot
Arten är begränsad till låglandsskogar som avverkas i mycket snabb takt, vilket tros påverka populationen negativt. Internationella naturvårdsunionen IUCN anser den därför vara hotad och placerar den i hotkategorin arten som sårbar.